# James Clarke Holt
Sir James Clarke Holt, oft als J. C. Holt zitiert (* 26. April 1922; † 9. April 2014), war ein britischer Professor für mittelalterliche Geschichte. Er galt als einer der führenden Historiker in der Forschung über Robin Hood und die Magna Charta.

## Werdegang
Holt besuchte die Bradford Grammar School und wurde 1952 an der Universität Oxford promoviert (The 'northern' barons under John). 1962 bis 1965 war er Professor für mittelalterliche Geschichte an der University of Nottingham, 1965 bis 1978 Professor für Geschichte an der University of Reading und 1978 bis zu seinem Ruhestand 1988 Professor für mittelalterliche Geschichte an der University of Cambridge, wo er auch 1981 bis 1988 Master des Fitzwilliam College war.
Bekannt wurde er besonders durch sein Buch über die Magna Charta, die er in das politische Umfeld ihrer Zeit setzte.
1978 wurde er Fellow der British Academy und war 1987 bis 1989 deren Vizepräsident. 1981 bis 1985 war er Präsident der Royal Historical Society. 1989 wurde er zum ordentlichen Mitglied der Academia Europaea gewählt.

## Schriften
- The Northerners: A Study in the Reign of King John, Oxford: Clarendon Press 1961.
- Magna Carta, Cambridge University Press 1965, 2. Auflage 1992.
- What’s in a name? Family nomenclature and the Norman Conquest, The Stenton Lecture 1981, University of Reading, 1982.
- Robin Hood, Thames and Hudson 1982.
  - Deutsche Ausgabe: Robin Hood, Econ Verlag 1991, 1993.
- Magna Carta and Medieval Government, Hambledon 1985 (Sammlung seiner Aufsätze).
- Foundations for the Future: The University of Cambridge, 1995.
- Colonial England, 1066–1215, London u. a.: Hambledon Press 1997.
- King John, Historical Association 1963.

## Belege
1. ↑  Professor Sir James Holt dies, abgerufen am 13. April 2014.
2. ↑  Eintrag auf der Internetseite der Academia Europaea

| Personendaten    | Personendaten                               |
| ---------------- | ------------------------------------------- |
| NAME             | Holt, James Clarke                          |
| ALTERNATIVNAMEN  | Holt, Sir James Clarke (vollständiger Name) |
| KURZBESCHREIBUNG | britischer Mediävist                        |
| GEBURTSDATUM     | 26. April 1922                              |
| STERBEDATUM      | 9. April 2014                               |